# Metropolia smoleńska
Metropolia smoleńska – jedna z metropolii Rosyjskiego Kościoła Prawosławnego, z siedzibą w Smoleńsku.
Utworzona 5 maja 2015 postanowieniem Świętego Synodu. Obejmuje terytorium obwodu smoleńskiego.
W skład metropolii wchodzą trzy eparchie: smoleńska, wiaziemska i rosławska.
Zwierzchnikiem administratury jest metropolita smoleński i dorogobuski Izydor (Tupikin).